# Погорельский район
Погорельский район — административно-территориальная единица в составе РСФСР, существовавшая в 1929—1934 в Западной области и 1935—1960 годах в Калининской области.
Административный центр — село Погорелое Городище.

## История
Образован в 1929 году как Погореловский район в составе Ржевского округа Западной области, 23 июля 1930 года переподчинен непосредственно облисполкому. Упразднён 20 января 1934, но через год принято решение о восстановлении. В число районов Калининской области добавлен постановлением президиума ВЦИК от 10 февраля 1935 года как Погорельский район. Иногда встречается название района как Погорелогородищенский. Упразднён 14 ноября 1960 года.
Территория Погорельского района вошла в состав Зубцовского района Калининской области (с 1990 года — Тверская область).

## Административное деление
В 1940 году в состав района входило 20 сельских советов:
| - Благинский, - Бурцевский, - Губинский, - Желудковский, - Ивановский, - Комсомольский, - Красно-Холмский, - Кучинский, - Николо-Пустынский, - Носовский, | - Ошурковский, - Петровский, - Погорельский, - Салинский, - Старо-Горский, - Старо-Устьинский, - Ульяновский, - Хлопо-Городищенский, - Черкуновский, - Черневский. |